# Голяма кула на „Свети Павел“
Голямата кула на „Свети Павел“ (на гръцки: Μέγας Πύργος Αγίου Παύλου) е отбранително съоръжение, разположено на полуостров Света гора, Халкидики, Гърция.

## Местоположение
Кулата е разположена на най-високата северна точка на манастира.

## История
Според надписа над входа кулата е започната да се издига в 1521/1522 година от влашкия войвода Нягое I Басараб и неговия син Теодосий. Вторият надпис на кулата се отнася за завършването на нейния строеж. Вграден е във височината на стълбището и не се чете от захабяване. В него се споменава „воеводата Петър“, вероятно молдовският владетел Петър IV Рареш, който се възкачва на престола в 1527 година.

## Описание
В кулата има съвременна намеса и всички дървени подове от първия етаж наоре са заместени със стоманобетонни плочи. Премахнат е и тухленият кръстат свод на приземния ѝ таван. В сутерена е оформен кръгъл кладенец. Бойниците на кулата не са изолирани. Кулата е укрепена, особено към потока, с няколко катахистри. Стълбите за изкачване на етажите са каменни, прави, засводени и оформени в дебелината на стените.